# Chiara Teocchi
Chiara Teocchi (Bergamo, 8 dicembre 1996) è una mountain biker e ciclocrossista italiana.

## Palmarès

### Strada
- 2014

Giochi olimpici giovanili, Gara a squadre femminile

### Mountain biking
- 2014

Campionati italiani, Cross country junior, (Gorizia)
Campionati italiani, Cross country eliminator, (Rovereto)
- 2016

1° tappa Internazionali d'Italia, Cross country, Maser
Campionati italiani, Cross country Under-23, (Courmayeur)
- 2017

Gaerne MTB Trophy, Cross country, Maser
Campionati italiani, Cross country Under-23, (Genova)
- 2018

Campionati Europei di Mountain Bike, Staffetta squadre
- 2019

Gara Internazionale di Mountain Bike Gimondibike, Cross country point-to-point, (Iseo)
- 2021

Gara Internazionale di Mountain Bike Gimondibike, Cross country, (Iseo)
- 2023

Verona MTB International
Memorial Bruno Alverà International, Cross country, (Pergine Valsugana)
Courmayeur MTB Event, Cross country, (Courmayeur)
- 2024

Portugal Cup Xco - Melgaço International XCO, Cross Country (Melgaço)
Internazionali Crosscountry Coppa Citta Di Albenga, Cross Country (Albenga)
Campionati Europei di Mountain Bike, Staffetta squadre
Shimano Supercup Massi Girona, Cross country (Girona)

### Ciclocross
- 2014-2015

2ª prova Giro d'Italia (Portoferraio)
4ª prova Giro d'Italia (Silvelle)
- 2015-2016

2ª prova Giro d'Italia (Portoferraio)
International Cyclocross Brugherio
Ciclocross del Ponte Faè di Oderzo
4ª prova Giro d'Italia (Montalto di Castro)
Classifica generale Giro d'Italia ciclocross
- 2016-2017

Campionati europei di ciclocross 2016, Gara under-23
International Cyclocross Brugherio
Gran Premio Luzinis (Gorizia)
Campionati italiani di ciclocross, Gara under-23
- 2017-2018

2ª prova Giro d'Italia (Ferentino)
Campionati europei di ciclocross 2017, Gara under-23
Campionati italiani di ciclocross, Gara under-23

## Piazzamenti

### Competizioni mondiali
- Campionati del mondo di mountain bike

Hafjell, Lillehammer 2014 - Cross country Junior: 8ª
Vallnord 2015 - Cross country eliminator: 8ª
Vallnord 2015 - Cross country Under-23: 13ª
Nové Město na Moravě 2016 - Cross country eliminator: 8ª
Nové Město na Moravě 2016 - Cross country Under-23: 14ª
Cairns 2017 - Cross country Under-23: 13ª
Lenzerheide 2018 - Cross country Under-23: 14ª
Mont-Sainte-Anne 2019 - Cross country Elite: 22ª
Val di Sole 2021 - Cross country Elite: 37ª
Val di Sole 2021 - Cross country short track: ritirata
Glasgow 2023 - Cross country short track: 20ª
Glasgow 2023 - Cross country elite: 26ª
Vallnord 2024 - Cross country Elite: 29ª
Vallnord 2024 - Cross country short track: 21ª
- Campionati del mondo di ciclocross

Tábor 2015 - Gara Elite: 41ª
Heusden-Zolder 2016 - Gara Under 23: 13ª
Bieles 2017 - Gara Under 23: 13ª
Valkenburg 2018 - Gara Under 23: 19ª
Ostenda 2021 - Gara Elite: 33ª
- Campionato del mondo gravel

Veneto 2022 - Gara Elite: 3ª
- Giochi olimpici

Parigi 2024 - Cross country: 11ª
- Giochi olimpici giovanili

Nanchino 2014 - Gara a squadre: vincitrice
Nanchino 2014 - Staffetta mista: 2ª

### Competizioni europee
- Campionati europei di mountain bike

Berna 2013 - Cross country junior: 10ª
St. Wendel 2014 - Cross country junior: 5ª
Lamosano di Chies D'Alpago 2015 - Cross country Under-23: 10ª
Lamosano di Chies D'Alpago 2015 - Cross country eliminator: 3ª
Huskvarna 2016 - Cross country Under-23: 8ª
Darfo Boario 2017 - Cross country Under-23: 7ª
Darfo Boario 2017 - Staffetta mista: 3ª
Graz 2018 - Staffetta mista: vincitrice
Graz 2018 - Cross country Under-23: 5ª
Brno 2019 - Cross country Elite: 15ª
Novi Sad 2021 - Cross country Elite: 21ª
Monaco 2022 - Cross country: 10ª
Cracovia 2023 - Cross country Elite: 26ª
Cheile Gradistei 2024 - Cross country Elite: 18ª
Cheile Gradistei 2024 - Staffetta mista: vincitrice
- Campionati europei di ciclocross

Tabor 2013 - Gara Under-23: 8ª
Huijbergen 2015 - Gara Under-23: 7ª
Pontchâteau 2016 - Gara Under-23: Vincitrice
Tábor 2017 - Gara Under-23: Vincitrice